# Vodovod

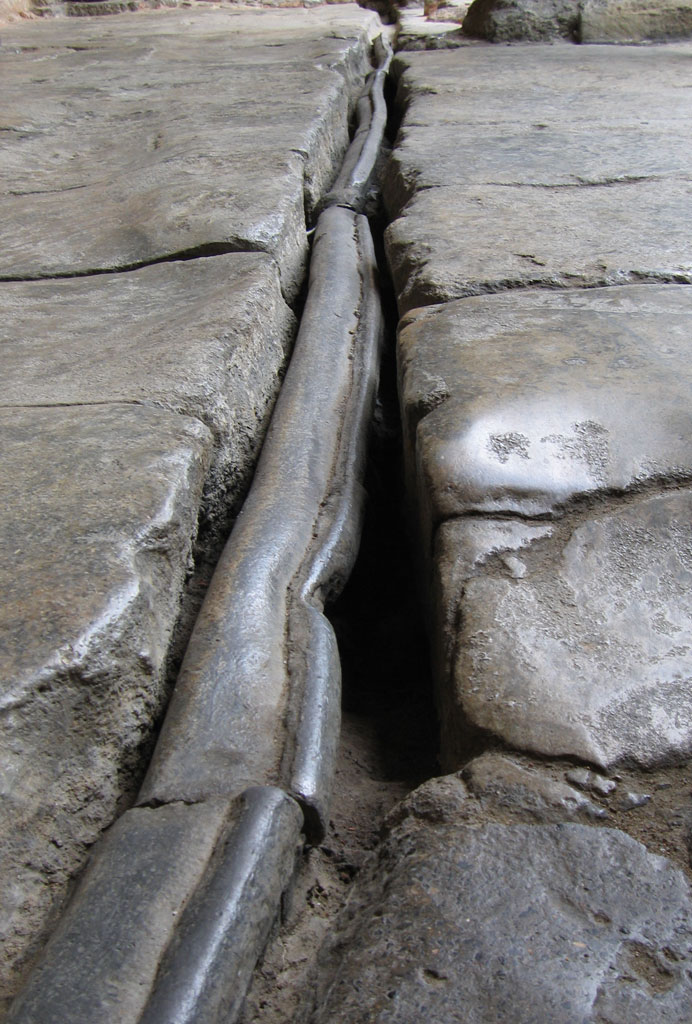
Olověný římský rozvod vody

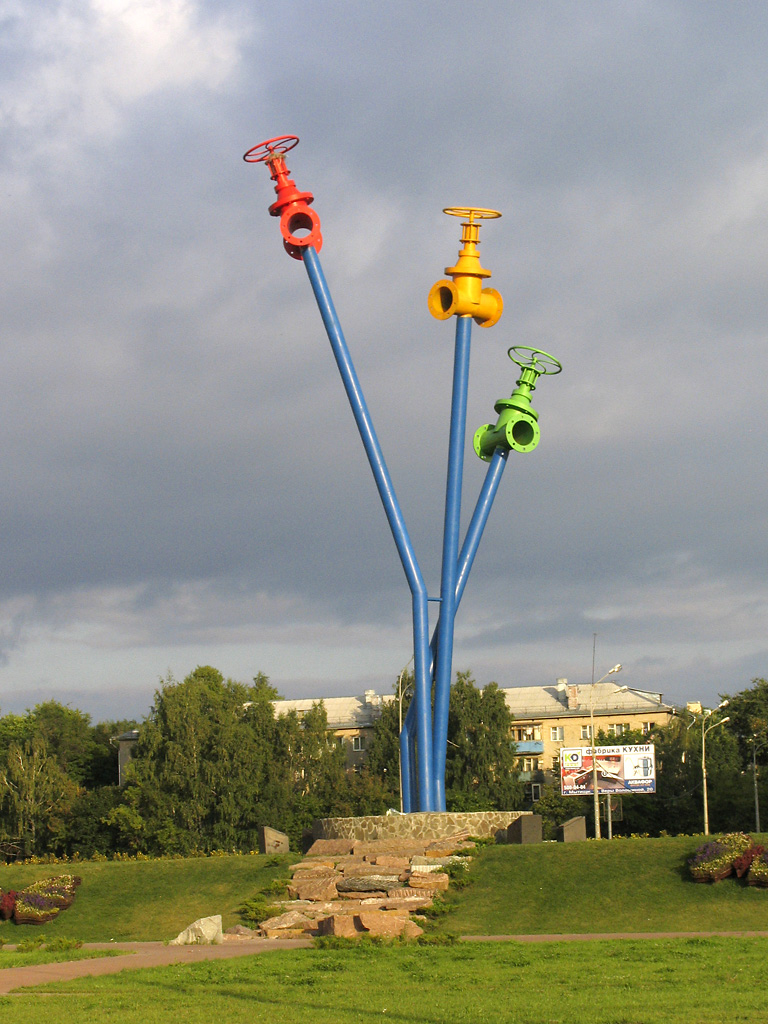
Plastika ztvárňující rozvod vody v ruském městě Mytišči

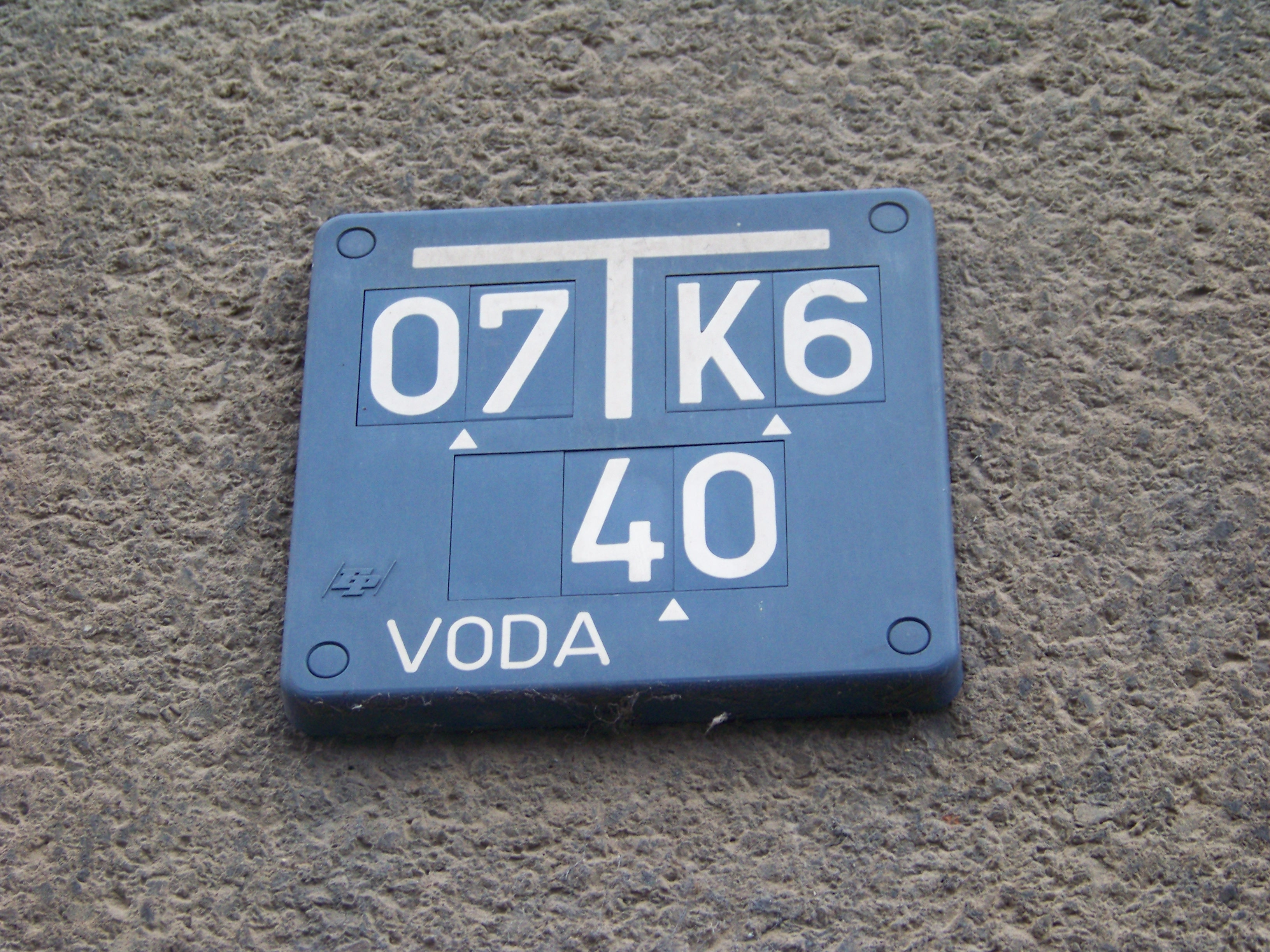
Orientační tabulka rozvodné vodovodní sítě (ČR)

Vodovod je zařízení pro potrubní nebo podobnou dopravu vody. Veřejná vodovodní síť zajišťuje zásobování vodou pro velký počet spotřebitelů pitné vody. Vodovodní síť tvoří dálková a místní vedení, která jsou vedena ve veřejných prostorách, a to tak, aby bylo možné snadno provádět opravy, nejčastěji souběžně s komunikacemi. Soukromé vodovodní rozvody zajišťují rozvod vody z veřejné sítě uvnitř objektu nebo dopravu vody z neveřejného zdroje, například z vlastní studny.
Zákon č. 274/2001 Sb., o vodovodech a kanalizacích pro veřejnou potřebu a o změně některých zákonů, ve znění pozdějších předpisů definuje rozlišení mezi soukromým vodovodem a veřejným vodovodem v Česku.

## Historie
Nejstarší zprávy o stavbách sloužících k přepravě vody pocházejí z období vlády egyptského faraóna Ramesse II., asi 1300 př. n. l. Za formu vodovodu se dají považovat také zavlažovací systémy v Mezopotámii. Ve starověké Číně se pro výrobu vodovodů používaly kmeny bambusu; ve starověkém Římě se stavěly pro rozvod vody četné akvadukty.

### Vodovody v českých zemích
Údajně první vodovod v českých zemích sloužil pro Strahovský klášter a byl postaven v roce 1142. V této době žádná oblast města neměla jiný zdroj vody než studnu, potok či Vltavu. Voda byla z hlavní kašny rozváděna do nádrže a následně do kašny v rajském dvoře a dalších stavení.
Zbytky jednoho z nejstarších vodovodů v českých zemích byly objeveny koncem roku 2005 v Plzni. Tento vodovod byl dřevěný a pochází z doby okolo roku 1300.
První městský vodovod vznikl ve 14. století na právě vznikajícím Novém Městě v Praze. Voda byla dovedena do kašen na dobytčím a koňském trhu.
V roce 1929 vznikla v Praze Podolská vodárna a v roce 1972 Úpravna vody Želivka.

## Rozdělení

### Podle území, které zásobují vodou
- Samostatný vodovod (není zapojen do sítě, zásobuje jeden nebo několik objektů z místního zdroje)
- Místní síť (zásobují jednu obec nebo město)
- Skupinová síť (zásobují několik měst či obcí)
- Oblastní síť (zásobují velké množství spotřebišť)

### Podle výškového uspořádání
- Gravitační (spádový) – k dopravě vody není třeba energie na provoz čerpadel, voda stéká samospádem z výše položených vodovodních nádrží (vodojemů) do níže položených míst. Výškový rozdíl mezi spotřebitelem a vodojemem musí být takový, aby u nejvýše položených výtoků byl k dispozici tlak alespoň 250 kPa.
- Výtlačné – nejčastěji používaný typ vodovodu, jelikož vodní zdroj se nachází často ve stejné výšce jako spotřebiště. V tomto případě je voda ze zdroje čerpadly vháněna do tlakových zásobníků vody. V těchto uzavřených tlakových nádobách je požadovaný tlak vody udržován stlačeným vzduchem.

### Podle plošného uspořádání vodovodní sítě
- Větvená síť – z vodojemu vede hlavní větev vodovodního řadu, ze které vedou odbočky ke koncovým spotřebitelům. Výhodou jsou malé náklady na výstavbu, nevýhodou je, že v případě poruchy hlavního řadu není voda dodávána velkému počtu obyvatel
- Okruhová síť – vodovodní řady jsou do okruhu zapojeny tak, aby bylo možné všechny části rozvodu zásobovat ze dvou stran. To je výhodné při poruchách. Výhodou je také stálá cirkulace vody a vyrovnanější tlakové poměry v síti
- Kombinovaná síť

## Materiály vodovodního potrubí
V průběhu staletí se vodovodní trubky vyráběly z různých materiálů:
- dřevo (používaly se vrtané kmeny např. dubu)
- kamenina
- litina
- azbestocement – nepoužívá se na pitnou vodu kvůli zdravotně závadnému azbestu
- měď
- ocel – podléhá korozi
- plasty – PVC, lineární a rozvětvený polyethylen (lPE, rPE)
- sklolaminát

Uvnitř trubek se v závislosti na použitém materiálu a na obsahu minerálů rozpuštěných ve vodě více či méně usazuje vodní kámen.

## Objekty na vodovodní síti
- Čerpací stanice – slouží k vytvoření potřebného přetlaku ve vodovodní síti
- Armaturní šachty – zřizují se z důvodu přístupu k uzávěrům, odvzdušňovacím a redukčním ventilům nebo vodoměrům. Dno šachty má mít odvodnění, aby při poruše nedošlo k zaplavení šachty
- Přechod přes řeku – buď vzdušný přechod, kdy je potrubí připevněno na mostní konstrukci, nebo jako průchod pode dnem koryta. Potrubí musí být uloženo do hloubky minimálně 80 cm. Na obou březích musí být vybudovány armaturní šachty
- Vodojemy – slouží k akumulaci vody
- Vzdušník – armatura, která umožňuje odvzdušnění vodovodní sítě, umísťuje se do vrcholových bodů potrubí
- Kalník – armatura, která umožňuje vypouštění kalu z vodovodní sítě, umísťuje se do nejnižších bodů potrubí

## Související témata
Pro odvod odpadní vody slouží kanalizace.